# Sphaerodactylus copei
Sphaerodactylus copei is een hagedis die behoort tot de gekko's en de familie Sphaerodactylidae.

## Naam en indeling
De wetenschappelijke naam van de soort werd voor het eerst voorgesteld door Franz Steindachner in 1867. Zijn beschrijving was gebaseerd op materiaal dat was verzameld door het Oostenrijks fregat Novara dat in 1857-1859 een reis rond de wereld had gemaakt. Steindachner vermeldde als herkomst "Zuid-Amerika, zonder nadere aanduiding van de vindplaats".
Steindachner noemde de soort naar de Amerikaanse herpetoloog Edward Drinker Cope (1840 – 1897).
De soort komt voor in delen van de Caraïben: Hispaniola (Haïti, Dominicaanse Republiek), de Bahama's en de Turks- en Caicoseilanden. Regionale verschillen in de populatie hebben aanleiding gegeven tot het onderscheiden van een aantal ondersoorten:

## Verspreiding en habitat
De soort komt voor in delen van de Caraïben en leeft op de eilanden Hispaniola en de Bahama's. De habitat bestaat uit droge tropische en subtropische bossen en tropische en subtropische laaglandbossen. Ook in door de mens aangepaste streken zoals landelijke tuinen kan de hagedis worden gevonden. De soort is aangetroffen van zeeniveau tot op een hoogte van ongeveer 900 meter boven zeeniveau.

## Beschermingsstatus
Door de internationale natuurbeschermingsorganisatie IUCN is de beschermingsstatus 'gevoelig' toegewezen (Near Threatened of NT).

## Ondersoorten
De soort wordt verdeeld in negen ondersoorten die onderstaand zijn weergegeven, met de auteur en het verspreidingsgebied.
| Naam                              | Auteur                  | Verspreidingsgebied    |
| --------------------------------- | ----------------------- | ---------------------- |
| Sphaerodactylus copei astreptus   | Schwartz, 1975          | Haïti                  |
| Sphaerodactylus copei cataplexis  | Schwartz & Thomas, 1965 | Haïti                  |
| Sphaerodactylus copei copei       | Steindachner, 1867      | De rest van het areaal |
| Sphaerodactylus copei deuterus    | Schwartz, 1975          | Haïti                  |
| Sphaerodactylus copei enochrus    | Schwartz & Thomas, 1965 | Haïti                  |
| Sphaerodactylus copei pelates     | Schwartz, 1975          | Haïti                  |
| Sphaerodactylus copei picturatus  | Garman, 1887            | Haïti                  |
| Sphaerodactylus copei polyommatus | Thomas, 1968            | Grande Caye            |
| Sphaerodactylus copei websteri    | Schwartz, 1975          | Haïti                  |